# New Romantic Expectation
New Romantic Expectation – album polskiego zespołu jazzowego String Connection z 1983 roku.
Nagrany w dniach 7 - 14 września 1983 r. w Studio PR w Szczecinie.

## Utwory
źródło:.
Strona A
1. „New Romantic Expectation” (K. Dębski) – 10:15
2. „Moment na Sopran i Syntezatory” (K. Dębski) – 1:35
3. „Berolina Foxtrott” (K. Dębski) – 7:00

Strona B
1. „Progresje jesieni” (K. Dębski) – 4:50
2. „Piosenka o WFG” (K. Dębski) – 5:30
3. „Singaholic” (K. Dębski) – 6:05
4. „Niezdara” (K. Ścierański) – 4:55

## Twórcy
źródło:.
- Krzesimir Dębski – skrzypce, keyboard
- Krzysztof Przybyłowicz – perkusja
- Andrzej Olejniczak – saksofon tenorowy i sopranowy, klarnet
- Janusz Skowron – keyboard
- Krzysztof Ścierański – gitara basowa

gościnnie
- Mirosław Michalak – gitara w 3 i 5
- José Torres Babot – conga w 6

Personel
- Przemysław Kućko – realizacja nagrań
- Rafał Paczkowski – realizacja nagrań
- Bogusław Radziak – realizacja nagrań
- Włodzimierz Kowaliński – foto